# Ловець (потік)
Ловець — потік в Україні у Самбірському районі Львівської області. Правий доплив річки Дністра (басейн Дністра).

## Опис
Довжина потоку 5 км. Формується декількома безіменними струмками та загатами.

## Розташування
Бере початок у листяному лісі урочища Сіде-Ліс. Тече переважно на північний схід понад селом Кульчиці і на південно-західній околиці села Кружики впадає у річку Дністер.

## Цікаві факти
- Неподалік витоку потік перетинає автошлях Т 1418[4] (автомобільний шлях територіального значення в Львівській області, що з'єднує селище Нижанковичі з містом Стрий.).